# Object (filosofie)
In de filosofie is object (latijn: obiectum, 'het voorliggende') een veelvuldig gebruikt concept met meerdere betekenissen. Informeel wordt, afhankelijk van de context, met 'object' een voorwerp, ding, zaak, of entiteit aangeduid, dat zowel van materiële als van onstoffelijke aard kan zijn. In algemene zin is een object datgene waar de mens zijn aandacht, zijn bewustzijn op richt.

## Ontologie
In de ontologie of zijnsleer, een tak binnen de filosofie, is 'object' een fundamenteel begrip. Samen met begrippen als eigenschap, relatie, gebeurtenis, maar ook propositie, verzameling en de universalia, geldt het object als een wezenlijke ontologische categorie. Samen omvatten deze begrippen al het bestaande – dat wil zeggen elke entiteit.
Een object kan eigenschappen hebben, en daarnaast kan een object in relatie staan tot andere objecten. Eigenschappen, relaties en ook proposities, gelden niet als objecten maar worden daar mee gecontrasteerd. Objecten enerzijds, en hun eigenschappen en relaties anderzijds vallen in verschillende ontologische categorieën. De ontologie houdt zich bijvoorbeeld bezig met de vraag of eigenschappen een onafhankelijk bestaan hebben, los van de objecten. In het verlengde daarvan vraagt de ontologie zich af of gebeurtenissen zich laten verklaren als de verspreiding van eigenschappen over objecten in de tijd.
Sinds het dualisme van Descartes wordt het object tegenover het subject (de denkende mens) geplaatst (subject-objectscheiding). Het onderscheidende verschil is hier dat het subject, een bewust ik, geen deel uitmaakt van het object: het subject neemt het object actief waar. Het object speelt een passieve rol, het wordt louter waargenomen. In ontologische zin is ook het subject een object.
Kant introduceerde in de achttiende eeuw de term het Ding an sich. Volgens Kant bevindt het object zich in de "echte" wereld, onafhankelijk van onze waarnemingen. Deze objecten, de dingen op zichzelf, worden waargenomen door een subject via fenomenen (meestal zintuiglijke indrukken). De filosofische vraag is dan hoe het 'object in zichzelf' en de manier waarop het door een subject waargenomen wordt zich tot elkaar verhouden.